# Maggie Murdock
Margaret Grace Murdock est un personnage de fiction apparaissant dans les comics américains publiés par Marvel Comics. Elle est l'ex-femme de Jack Murdock et la mère de Matt Murdock, qui a grandi pour devenir le super-héros connu sous le nom de Daredevil.

## Création
Sœur Maggie Murdock a été créée par le scénariste Frank Miller et le dessinateur David Mazzucchelli. Le personnage est d'abord apparu dans Daredevil #229 (avril 1986).

## Biographie de fiction
Maggie Murdock, née Maggie Grace, est la mère de Matthew Murdock, alias Daredevil. Elle a laissé son enfant encore bébé et son mari pour prononcer les vœux et rejoindre les religieuses catholiques,.
Matt finit par retrouver sa mère par hasard dans l'arc narratif Born Again (en) (dans Daredevil #229). Dans l'histoire Guardian Devil (en), Daredevil, plongeant d'un toit après avoir été drogué par Mysterio, parvient à se sauver et se retrouve en face de l'Église où vit Sœur Maggie,,,,. Elle prend soin de lui alors qu'il se repose. Plus tard, ils s'embrassent,,,,.
Quand l'Orbe (en) utilise l'œil d'Uatu pour révéler les secrets du héros, Daredevil pense qu'il a vu son père violer sa mère, mais ensuite une confrontation avec Maggie a révélé que son père avait en fait protégé Matt d'elle-même, étant donné qu'elle a souffert de dépression post-natale, ce qui a accéléré sa décision d'entrer au couvent pour s'empêcher de blesser Matt par accident.

## Pouvoirs et capacités
Sœur Maggie a quelques compétences en soins médicaux d'urgence, et en tant que nonne elle est sans doute versée dans la théologie et l'hagiographie catholiques.

## Dans d'autres médias

### Cinéma
Maggie Murdock peut être vue dans la version director's cut du film Daredevil, interprétée par Vivian Palermo Winther et créditée en tant que « la Nonne ». Elle apparaît dans un bref flashback auprès de son fils, après qu'il a été touché par les produits chimiques qui lui ont donné ses pouvoirs : elle lui rend visite à l'hôpital et lui dit de s'endormir,.

### Télévision
- Maggie Murdock est référencée deux fois dans la série télévisée Daredevil, les deux fois dans des flashbacks. Dans l'épisode Cut Man, son ex-mari Jack Murdock l'appelle et lui laisse un message vocal. Anticipant qu'il sera tué par Roscoe Sweeney après son prochain combat, Jack demande à Maggie de prendre soin de Matt. Plus tard, quand Stick est en train d'être escorté jusqu'à sa première rencontre avec Matt, il demande à une nonne si la mère est morte, question à laquelle la nonne répond : « c'est une autre histoire ».

Dans la saison 3 la mère de Daredevil apparaît en tant que personnage régulier. 
- Dans les dernières minutes de la saison 1 de la série Les Défenseurs, Matt se réveille dans un couvent, soigné par des nonnes, après sa mort présumée dans la destruction de l'immeuble de Midland Circle. Le voyant se réveiller, l'une d'elles demande à ce qu'on prévienne Sœur Maggie.